# アレクセイ・アラクチェーエフ

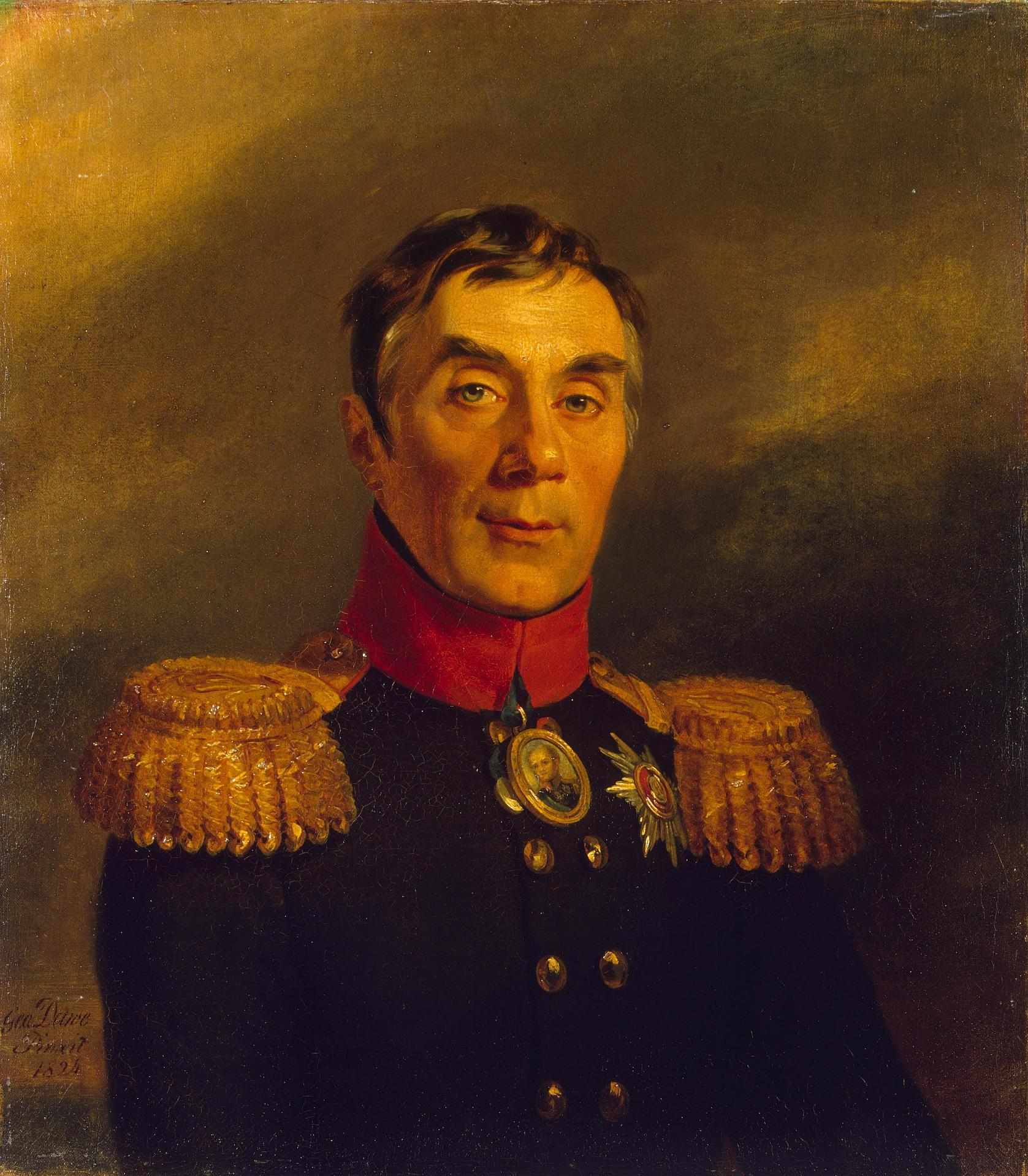
アラクチェーエフ伯爵

アレクセイ・アンドレーヴィッチ・アラクチェーエフ伯爵（ロシア語:Алексе́й Андре́евич Аракче́ев、1769年10月4日 - 1834年5月3日）は、帝政ロシアの軍人、政治家。ロシア帝国第2代陸軍大臣（陸軍大臣に相当。在任期間、1808年から1810年）。ロシア皇帝アレクサンドル1世の寵臣で、ナポレオン戦争後のアレクサンドル1世が保守反動化すると強大な権勢を振るい「アラクチェーエフ体制（アラクチェーエフシチナ）」と呼ばれる一時期を築いた。

## 略歴
ノヴゴロド県に生まれる。軍に入りパーヴェル1世により取り立てられる。パーヴェル1世の死後は、アレクサンドル1世にも重用されて1808年陸軍大臣を務めた。その後、ナポレオン戦争を経てウィーン会議の頃より皇帝の信任厚い寵臣としてロシアの国内政治における実力者に上り詰めた。アラクチェーエフは、粗野で無学、かつ冷酷な軍人であった。
しかしナポレオン戦争後、アレクサンドル1世が神聖同盟に代表される神秘主義、キリスト教倫理に基づくオスマン帝国に対する十字軍など、現実政治から乖離し夢想的といえる態度を取るに連れてアラクチューエフは、権力闘争に勝利し大臣会議、国家評議会、皇帝官房を掌握し事実上、国政を壟断するに至った。アラクチェーエフはアレクサンドルには忠実で、アレクサンドルが発想し、ナポレオン戦争以前からロシア国内の一部で導入されていた屯田制度ボエーンヌィエ・ポセレーニヤを戦後の破綻した国家財政再建策として、大々的に実施したが、アラクチェーエフによる過酷な労働と訓練から結果は惨憺たるものに終わった。
アラクチェーエフの権勢は、アレクサンドル1世の死により終わりを告げた。新皇帝ニコライ1世によりアラクチェーエフは失脚し、チュドヴォ近郊に建てた新古典主義建築の屋敷グルジノ（第二次世界大戦により破壊された）に隠居して1834年に死去。ニコライ1世は、法的相続人がいないことを理由としてアラクチェーエフの土地と財産まで没収した。